# Airportcenter
Das Airportcenter in Himmelreich, Gemeinde Wals-Siezenheim bei Salzburg ist mit einer Ausdehnung von 200.000 Quadratmetern die flächengrößte Gewerbeansammlung im Westen Österreichs. Es umfasst ein Einkaufszentrum mit 44.000 Quadratmeter Fläche und eine größere Anzahl an nicht als Einkaufszentrum gewidmeten, aber zusammenhängenden Geschäftslokalen mit eigenem Management sowie eines der beiden Urban Entertainment Center Salzburgs.
Das eigentliche Airportcenter existiert heute in seiner ursprünglichen Form als zusammenhängendes Einkaufszentrum nicht mehr. Es umfasste ein Hotel, die Zentrale der Drogeriekette dm (errichtet als Möbelhaus Schwaighofer) sowie ein Einkaufszentrum, an dessen Stelle sich heute das McArthurGlen Designer Outlet Salzburg befindet.
Das Airportcenter steht im Eigentum eines Versicherungskonsortiums.

## Geschichte
1993 wurden die Shopping-Mall und das Austria Trend-Hotel Salzburg-West eröffnet. Zum Zeitpunkt der Eröffnung 1993 war das Airportcenter in diesem Bereich der Stadt das einzige große Einkaufszentrum. Auf den umliegenden Flächen entstand in weiterer Folge ein Fachmarktzentrum mit einem Multiplex-Kino (Cineplexx, Nachtschicht und Baumax), McDonald’s-Restaurant sowie diversen kleineren Geschäften. Mit der Eröffnung des Europarks im Jahr 1997 entstand nur 3 Kilometer bzw. eine Autobahnabfahrt entfernt ein Konkurrent, der mit ähnlichem Branchenmix und übersichtlicherer Architektur punkten konnte.
Im Jahr 2000 wurde ein weiterer Gebäudeteil mit 10.000 Quadratmetern Geschäftsfläche errichtet, der vom Möbelhaus Schwaighofer bezogen wurde. Dieses Unternehmen war damit der größte Mieter im Airportcenter, die Filiale wurde jedoch bereits im Jahr 2002 aufgrund der Liquidierung des Unternehmens geschlossen. Erst 2006 konnte mit der Drogeriekette dm, die hier ihre Firmenzentrale einrichtete, ein neuer Mieter für diesen Gebäudeteil gefunden werden. Nach den Wünschen des Betreibers sollte dieser Bauteil in das zu diesem Zeitpunkt bereits geplante Factory-Outlet-Center einbezogen werden, politisch wurde aber eine Nutzung als Bürofläche durchgesetzt.
In der Zeit von 2000 bis Ende 2005 gab es eine intensive politische Diskussion über die Zukunft des Airportcenters, da der Erfolg unter anderem wegen der übermächtigen Konkurrenz Europark ausblieb.
Nachdem die letzten Mieter des alten Einkaufszentrums 2006 ausgezogen waren, wurde es in Folge geschleift und an dessen Stelle das McArthurGlen Designer Outlet Salzburg errichtet. Vom 1993 eröffneten Airportcenter blieben dabei nur das Austria Trend-Hotel Salzburg-West sowie der im Jahr 2000 errichtete Gebäudeteil, der die Konzernzentrale von dm beherbergt, bestehen. Das Factory-Outlet-Center wurde am 10. September 2009 eröffnet. Hauptgeldgeber für den Umbau war die Versicherung Wiener Städtische, die rund 135 Millionen Euro investierte. Im neuen Factory-Outlet-Center wurden bis zu 1000 neue Arbeitsplätze geschaffen. Es gibt 140 Markenartikelshops auf rund 26.000 Quadratmetern.

## Lage
Das Designer Outlet Salzburg befindet sich am westlichen Stadtrand von Salzburg nächst seinem Namensgeber, dem Salzburger Flughafen. Es ist öffentlich mit den Stadtbuslinien 2 und 10 vom Zentrum aus sowie mit verschiedenen Regionalbuslinien zu erreichen, darüber hinaus mit dem Auto über die Westautobahn-Ausfahrt Salzburg Flughafen.